# Chrysomya norrisi
Chrysomya norrisi är en tvåvingeart som beskrevs av James 1971. Chrysomya norrisi ingår i släktet Chrysomya och familjen spyflugor. Inga underarter finns listade i Catalogue of Life.